# 小池唯夫
小池 唯夫（こいけ ただお、1932年11月12日 - 2017年11月30日）は、日本のジャーナリスト、実業家。元毎日新聞社長。元パシフィック・リーグ会長。栃木県出身。

## 来歴・人物
早稲田大学政治経済学部卒業後の1956年4月に毎日新聞社に入社。政治部長、論説委員長、東京本社編集局長などを経て、1992年6月に代表取締役社長に就任。1995年から1999年まで日本新聞協会会長を務めた。2001年1月からはパシフィック・リーグ会長に就任。2008年12月に任期満了で退任するまで、日本ハムファイターズの北海道への本拠地移転問題の解決や、2004年から始まったプレーオフ制度の導入、オリックス・ブルーウェーブと大阪近鉄バファローズの合併に端を発した球界再編問題への対応などに尽力した。
2017年11月30日午後5時31分、肥大性心筋症のため死去。85歳没。